# Гранне
Гранне (пол. Granne) — село в Польщі, у гміні Перлеєво Сім'ятицького повіту Підляського воєводства.
Населення — 183 особи (2011).
У 1975-1998 роках село належало до Ломжинського воєводства.

## Демографія
Демографічна структура станом на 31 березня 2011 року:
|          | Загалом | Допрацездатний вік | Працездатний вік | Постпрацездатний вік |
| -------- | ------- | ------------------ | ---------------- | -------------------- |
| Чоловіки | 83      | 14                 | 51               | 18                   |
| Жінки    | 100     | 24                 | 48               | 28                   |
| Разом    | 183     | 38                 | 99               | 46                   |